# Iosif C. Mătăsaru
Iosif Cassian-Mătăsaru (n. 25 februarie 1896, Galați – d. 4 mai 1981, București) a fost un traducător român din literatura universală.

## Biografie
Se trage dintr-o familie de evrei, fiind fiul lui Fany (născută Seidner) și al comerciantului Samuel Cassian și a fost tatăl Ninei Cassian.
După ce a absolvit studiile secundare în orașul natal, a devenit un mic funcționar comercial.
A debutat în presa literară în 1921 cu poezii publicate în Adevărul literar și artistic, Cuvântul liber, Bilete de papagal și Viața Românească, fără a reuși să fie recunoscut ca poet. Prin urmare, s-a retras discret din viața literară.
După 1944, și-a început cariera de traducător, inspirat și activ. A tradus din poezia lui Victor Hugo și Edgar Allan Poe, din basmele lui Hans Christian Andersen, dovedindu-și capacitatea de a se adapta unor autori și opere diferite ca factură artistică.
A tradus și din poezia clasică germană (Friedrich von Schiller, Heinrich Heine), precum și din proza lui Ernst Theodor Amadeus Hoffmann, Bertolt Brecht, Alfred Margul-Sperber, Jan Neruda ș.a.
Notabil este și efortul de a face cunoscută creația unor importanți scriitori de limbă germană din România (Oscar Walter Cisek, Gertrud Gregor etc.).

## Distincții
Pentru fapte de arme a fost decorat în Primul Război Mondial cu Medalia pentru bărbăție și credință, cl. a II-a.
A fost decorat în 20 aprilie 1971 cu Ordinul Meritul Cultural clasa a III-a (1971) „pentru merite deosebite în opera de construire a socialismului, cu prilejul aniversării a 50 de ani de la constituirea Partidului Comunist Român”.

## Traduceri
Volume (Selecție):
- Valentin Heinrich, Cu prețul vieții (roman), E.S.P.L.A., București, 1955
- Johann Wolfgang von Goethe, Despre literatură și artă, E.S.P.L.A., București, 1957
- Cunoști tu țara unde-i tunu-n floare ? (Poezii satirice germane din secolul XX), Culegere, introducere, note de Paul Langfelder; traducător Iosif C Mătăsaru, Editura de Stat, București, 1958
- Friedrich von Schiller, Poezii, prefață și note de Paul Langfelder, Editura Tineretului, București, 1958
- Georg Weerth, Viața și isprăvile vestitului cavaler Șnapanschi, Editura pentru literatură universală, București, 1962
- Hans Christian Andersen, Crăiasa zăpezii (basme și povestiri), traducere de Al. Philippide și I.Cassian-Mătăsaru; prefață de Teodora Popa, Editura pentru Literatură, București, 1965.
- Nuvela romantică germană (antologie), prefață și note de Ion Biberi; traduceri de I. Cassian-Mătăsaru, Laura Dragomirescu, Alexandru Philippide și Alice Voinescu, Editura pentru Literatură, București, 1968.
- Proza austriacă modernă (antologie), prefață și note de Dieter Schlesak; traduceri de: Nicolae Balotă, I. Cassian-Mătăsaru, Dan Constantinescu, Editura pentru Literatură, București, 1968.
- Ernst Theodor Amadeus Hoffmann, Elixirele diavolului (roman), prefață de Ion Biberi, Editura Minerva, București, 1970

Teatru radiofonic:
- Pierre Corneille, Jocul amăgirii. Traducere de Brănescu-Lahovary și Iosif Mătăsaru. Înregistrare din anul 1959.